# Ramiro Fernández Saus
Ramiro Fernández Saus (Sabadell, 1961) es un pintor y grabador español.
Realizó su primera exposición el 1979 a la Academia de Bellas artes de Sabadell y, cinco años después, se licenció en Bellas artes en la Universidad de Barcelona.
Los años 1985 y 1986 obtuvo el premio del Ministerio de Cultura de España. Más adelante el 1989, recibió una beca de la Generalidad de Cataluña para estudios de un año al extranjero, que realizó a los Delfina Studios de Londres. Tiene obras en el Museo de Arte Reina Sofía y en el Albertina Museum de Viena.
Es un autor que presenta habitualmente a ARCO. También ha diseñado varios carteles como el de la Fiesta Mayor de Sabadell de 1993 o el Festival de Blues de Sardañola de 2008. También ha ilustrado libros, entre los cuales destaca una versión de Moby Dick de Ediciones 62 o varios libros de artista. En 1996, en la colección Biblioteca de Alejandría de Galería Estampa publica Cuaderno de Habaneras, con textos de Carlos Villarrubia

## Exposiciones destacadas
- 2005 - Retrospectiva al Museo de Arte de Sabadell

- 2007 - El milagro de los pájaros. Museo de Montserrat[7]